# Иван Якубовски
Ива̀н Игна̀тиевич Якубо̀вски (на руски: Ива̀н Игна̀тьевич Якубо̀вский) е виден съветски военачалник, участник във Втората световна война, маршал на Съветския съюз, два пъти Герой на Съветския съюз.

## Биография
Роден е в село Зайцево (в днешния Горецки район на Могильовска област), Беларус (тогава част от Руската империя).
Участва в Съветско-финландската война през 1939 – 1940 г. Във Великата Отечествена война е последователно командир на танков полк, заместник-командир и командир на танкова бригада. От юни 1944 г. до края на войната е заместник-командир на гвардейски танков корпус. Сражава се в Сталинградската и Курската битки, в освобождението на Украйна, във Висло-Одерската, Долносилезийската, Берлинската и Пражката операции. На Якубовски на два пъти е присвоено званието Герой на Съветския съюз – на 10 януари и 23 септември 1944 г.
След войната служи на различни командни длъжности, а после е първи заместник-главнокомандващ (от юли 1957 до април 1960 г., и от август 1961 до април 1962 г.) и главнокомандващ на групата съветски войски в Германия (април 1960 – август 1961, и април 1962 – януари 1965 г.). След това е главнокомандващ на Киевския военен окръг.
От април 1967 г. е първи заместник-министър на отбраната на СССР, а от юли същата година – едновременно и главнокомандващ на Обединените въоръжени сили на страните – членки на Варшавския договор. На 12 април 1967 г., едновременно с назначението на Андрей Гречко за министър на отбраната (и на Якубовски – за негов първи заместник), му е присвоено званието маршал на Съветския съюз.
Иван Игнатиевич Якубовски умира на 30 ноември 1976 г. – погребан е в некропола на Кремълската стена на Червения площад.

## Награди
- Четири ордена „Ленин“
- Четири ордена „Червено знаме“
- Два ордена „Суворов“ – II степен
- Орден „Отечествена война“ – I степен
- Орден „Червена звезда“
- Орден „За служба на Родината във Въоръжените сили на СССР“ – III степен
- Два ордена „Народна република България“ – I степен (1968, 1974)
- Медали и други чуждестранни награди
- През 1970 г. е удостоен със званието „Герой на Чехословашката съветска социалистическа република“

## Мемоари
- „Земля в огне“. Москва. 1975 г.
- „За прочный мир на земле“. Москва. 1975 г.